# 竹丝滩站
竹丝滩站位于中华人民共和国安徽省合肥市瑶海区北二环路与铜陵北路交叉口地下，是合肥轨道交通3号线的地铁车站，工程站名铜陵北路站。

## 车站结构
竹丝滩站位于北二环路与铜陵北路交叉口，沿北二环路东西向布置，为地下两层单柱两跨岛式站台。共设4个出入口,2组风亭。

## 车站楼层
| B1 | 站厅                             | 出入口、票务服务、自动售票机、人工服务台 |  |
| B2 |                                  | █ 3号线列车往馆驿方向 （合肥火车站）     |  |
| B2 | 岛式站台                         |                                          |  |
| B2 | █ 3号线列车往相城路方向 （方庙） |                                          |  |